# Clemente VII (antipapa)
Roberto de Ginebra (en francés: Robert de Genève) (Annecy, 1342 - Aviñón, 16 de septiembre de 1394) fue elegido al papado por los cardenales que se oponían a Urbano VI, convirtiéndose de esta manera en el primer antipapa del Cisma Occidental, con el nombre de Clemente VII. A su muerte fue sucedido por el antipapa Benedicto XIII de Aviñón.

## Origen
Roberto era el hijo de Amadeo III, conde de Ginebra y de la noble  Mahaut di Auvernia, hija de Roberto VII conde de Auvernia.

## Carrera eclesiástica
Estudió en la Sorbona de París, fue canciller en Amiens y por tanto canónigo de la catedral de París. Fue ordenado obispo de Thérouanne, con solo 19 años, en 1361, arzobispo de Cambray en 1368, y proclamado cardenal por el papa Gregorio XI en 1371.
En 1377, mientras servía como legado papal, personalmente dirigió las tropas prestadas al papado por John Hawkwood para reducir la pequeña ciudad de Cesena en el territorio de Forlì, que había obtenido recientemente su independencia de los territorios pontificios; allí supervisó la masacre de 4000 civiles, una atrocidad para las reglas de la guerra de entonces, lo que le ganó el título del carnicero de Cesena.

### Cónclave de 1378
Desde 1305 hasta 1377 los papas residían en Aviñón, Francia. En 1378, el a la sazón papa Gregorio XI, a instancias de Catalina de Siena, había decidido intentar el regreso del papado a Roma. Aunque pronosticó que el experimento sería un fracaso, poco después de su llegada murió. El derecho canónico indicaba que el nuevo papa debía ser electo en el lugar donde el antiguo papa había muerto, así que el nuevo papa sería elegido en Roma. Una muchedumbre romana se reunió y amenazó con violencia contra los cardenales si no salía elegido un italiano como Pontífice. Como cardenal, Roberto de Ginebra votó para elegir al arzobispo Bartolomeo Prignano de Bar (que no era cardenal) como papa Urbano VI el 8 de abril de 1378.

### Declaración de Anagni
Urbano VI, por su lado, estuvo en desacuerdo con el colegio cardenalicio desde el inicio de su pontificado. Roberto y trece cardenales franceses formaron una coalición que buscaba reemplazar a Urbano VI al declarar que su elección fue inválida, ya que el cónclave había sido celebrado bajo la amenaza de violencia de parte de una muchedumbre. Así lo hicieron el 2 de agosto de 1378 en la ciudad de Anagni.

## Elección como "papa" Clemente VII
Luego de la declaración de Anagni, los cardenales se reunieron en Fondi el 20 de septiembre de 1378, donde Roberto de Ginebra fue elevado al papado. Francia, Escocia, Castilla, Aragón, Navarra, Portugal, Dinamarca, algunos estados alemanes, Noruega, y los territorios de los Saboya lo reconocieron como papa; por el contrario, los estados italianos, Inglaterra y la mayor parte de los estados del Imperio continuaron reconociendo el papado de Urbano VI.
Con Roberto de Ginebra se inició el Gran Cisma de Occidente, la segunda de las grandes escisiones dentro de la Iglesia católica, que duraría hasta 1417. La legitimidad del papado de Aviñón fue grande, aún entre teólogos y religiosos de renombre; Pierre d'Ailly, Jean Gerson, Nicolas de Clemanges, san Vicente Ferrer, el beato Pedro de Luxemburgo y santa Coleta de Corbie, entre otros, defendieron el derecho de Clemente.

## Pontificado

### Establecimiento en Aviñón
El primer intento de Clemente VII fue imponer su autoridad como legítimo papa y conquistar Roma, pero en abril de 1379 su ejército fue vencido en Marino por el ejército de Urbano VI. La derrota le llevó a refugiarse en Nápoles, donde recibió la ayuda de la reina Juana I y de algunos barones enemigos de Urbano. Sin embargo ante la situación de debilidad en territorio italiano, prefirió refugiarse en Aviñón, donde estableció la residencia papal en 1379, cediendo la mayor parte de los Estados Pontificios a Luis II de Anjou.

### Lucha por el reconocimiento de la cristiandad
Cuando Urbano VI muere en 1389, Clemente VII intentó ser reconocido como único papa legítimo, sin embargo en Roma, los cardenales urbanianos eligieron a Bonifacio IX, dejando atrás todo intento de reconciliación.
Al contrario de Urbano VI, Clemente VII era un diplomático experimentado en maniobras políticas y supo alcanzar el apoyo de príncipes, obispos  e incluso santos, como ya se ha visto. Se mostró de manera particular astuto, cuando se valió del Santo Sudario, que por entonces se encontraba en una pequeña iglesia de madera en Lirey (diócesis de Troyes), para incentivar a la fe católica y al mismo tiempo generar recursos para su causa. El 6 de enero de 1390 emanó una bula, declarando la autenticidad de la reliquia y ofreciendo indulgencias a quienes peregrinaran al lugar donde ésta se encontraba, para venerarla.
Clemente VII murió en Aviñón el 16 de septiembre de 1394 y fue sepultado en la Catedral de Notre Dame de París, pero en 1401 fue trasladado a la iglesia de los Celestinos.
A pesar de la infatigable lucha de Clemente para ser reconocido como verdadero papa, con la reunificación del papado en Roma en el Concilio de Constanza, se fijó que la línea de Aviñón se consideraría no canónica y que por tanto el verdadero sucesor de Gregorio XI era Urbano VI.